# 宋讚養
宋讚養（韓語：송찬양，1990年3月24日—），來自韓國釜山，在台灣出道的韓國藝人、YouTuber。擅長樂器演奏，擁有13種以上的樂器演奏技能，並且從小學開始學習武術等體育技能至今。曾於韓國擔任練習生兩年的時間，而後被聘請成為公司的音樂製作以及體育老師。

## 個人经历
參加漢語水平考試，取得當時韓國人中第一名的成績
。
大學期間創立了街頭運動社團“Barcrobatic Soulz”。

## 事业經歷
2016年，考取台中街頭藝人證照，為全台首位韓國街頭藝人。
2017年7月19日，台中逢甲心齋橋餐廳發生氣爆意外，宋讚養提供店面讓傷者休息，且主動提供餐點給救災人員。
2017年7月23日，宋讚養製作歌曲追悼氣爆亡者，並因工作決定北上生活，將米漢堡店交回韓國總公司。
2017年8月19日，於台北西門町熱心幫助陌生老人，被路過民眾認出，善行曝光上網，引起新聞討論。
2017年10月，因YouTube個人頻道“韓國讚養綜合台”發佈之「韓國男人好羨慕台灣的戀愛方式」影片而獲得關注。

## 主持作品
| 日期           | 節目名稱               | 主題                         | 備註                           |
| -------------- | ---------------------- | ---------------------------- | ------------------------------ |
| 2017年12月14日 | 韓國阿拉唷             | TWICE粉絲- Mi.喬治           | 代班主持                       |
| 2017年12月28日 | 韓國阿拉唷             | Wanna One粉絲-廢姐           |                                |
| 2018年1月4日   | 韓國阿拉唷             | WINNER粉絲-Melon.Nana        |                                |
| 2018年1月11日  | 韓國阿拉唷             | 韓國戀愛觀                   |                                |
| 2018年1月18日  | 韓國阿拉唷             | JBJ粉絲-coka                 |                                |
| 2018年1月25日  | 韓國阿拉唷             | iKON粉絲-Fish                |                                |
| 2018年2月1日   | 韓國阿拉唷             | VIXX粉絲-樆                  |                                |
| 2018年2月15日  | 韓國阿拉唷             | 新年快樂！韓國人過年怎麼過？ |                                |
| 2018年12月14日 | 2018 MAMA in Hong Kong | 2018香港MAMA紅毯主持         | 與香港Youtuber 鄭金鈴 一同主持 |

## 外部連結
- （繁體中文） YouTube上的宋讚養頻道
- （繁體中文） YouTube上的宋讚養頻道
- （繁體中文） 宋讚養的Facebook專頁
- （繁體中文） 宋讚養的Instagram帳戶
- 宋讚養的 naver blog